# Ettore Sottsass
Ettore Sottsass Jr. (Innsbruck, 14 settembre 1917 – Milano, 31 dicembre 2007) è stato un architetto, designer e fotografo italiano.

## Biografia
(Maestri del design, Bruno Mondadori, 2005)
Figlio dell'architetto trentino Ettore Sottsass senior e di madre austriaca Antonia Peintner, studia a Torino prima presso il liceo scientifico Galileo Ferraris e dopo architettura al Politecnico, laureandosi nel 1939. Successivamente viene chiamato alle armi in Montenegro. Dopo l'8 settembre 1943 Sottsass si arruola volontario nella Divisione Monterosa, costituita da Mussolini e dai dirigenti della Repubblica Sociale Italiana, per combattere in ambito montano a fianco dell'esercito di Hitler (Sottsass racconta le sue avventure da tenente della Divisione Monterosa nella sua autobiografia Scritto di Notte pubblicata da Adelphi).
Rientrato in Italia, comincia la sua attività a Milano nel 1947 dove collabora con il padre e poi apre il suo primo studio di design. Collabora in questo primo periodo con Giuseppe Pagano. Nel 1948 entra nel gruppo del MAC (Movimento di arte concreta) e partecipa alla prima collettiva di Milano. Nello stesso anno promuove a Roma la mostra dedicata all'arte astratta in Italia. Nel 1949 sposa la traduttrice e scrittrice Fernanda Pivano, sua coetanea. La rivista Vogue li definisce tra le dieci coppie più brillanti del mondo. Il matrimonio, da cui non nascono figli, entrerà in crisi negli anni settanta. Nel 1957 diventa art director di Poltronova, l'azienda di Agliana, chiamato dall'imprenditore Sergio Cammilli.
Nel 1958 incomincia la sua collaborazione con l'Olivetti, nel settore del computer design, a fianco di Marcello Nizzoli, di cui prenderà il posto dopo il suo ritiro. Questa attività durerà circa 30 anni e porterà all'affermazione di un nuovo stile per i prodotti da ufficio della ditta di Ivrea. Tra gli oggetti progettati da Sottsass si possono ricordare le calcolatrici Elea 9003, Summa-19, Divisumma 26 e Logos 27 (1963), le macchine da scrivere Praxis 48 (1964) e Valentine (con Perry King) e il sistema per ufficio Synthesis (1973). Il progetto più importante è stato il computer mainframe Elea 9003 (1959), grazie al quale vinse il Compasso d'oro nel 1959.

In anticipo sugli anni della contestazione, Sottsass propone il design come strumento di critica sociale aprendo alla grande stagione del Radical (1966-1972). Nel 1967 fonda, insieme alla moglie Fernanda Pivano e ad Allen Ginsberg, la rivista d'arte Pianeta fresco. Nel 1972 espone alla mostra curata da Emilio Ambasz, Italy: the new domestic landscape al MoMA di New York. Nel mentre, tiene un giro di conferenze per l'Inghilterra e, nel 1976, riceve la laurea honoris causa al Royal College of Art di Londra. Nel 1976, all'età di 59 anni, incontra la critica Barbara Radice (32 anni) che diverrà la sua "seconda moglie", con la quale vivrà più di trent'anni. Nel 1979 partecipa con il gruppo Alchimia al Design Forum di Linz presentando Seggiolina da pranzo, la lampada da terra Svincolo e il tavolino Le strutture tremano. Nel 1980 insieme con Aldo Cibic, Matteo Thun, Marco Zanini e Marco Marabelli fonda lo studio Ettore Sottsass Associati. Nel 1981 fonda il gruppo Memphis, assieme a Hans Hollein, Arata Isozaki, Andrea Branzi, Michele de Lucchi e altri architetti di livello internazionale. 

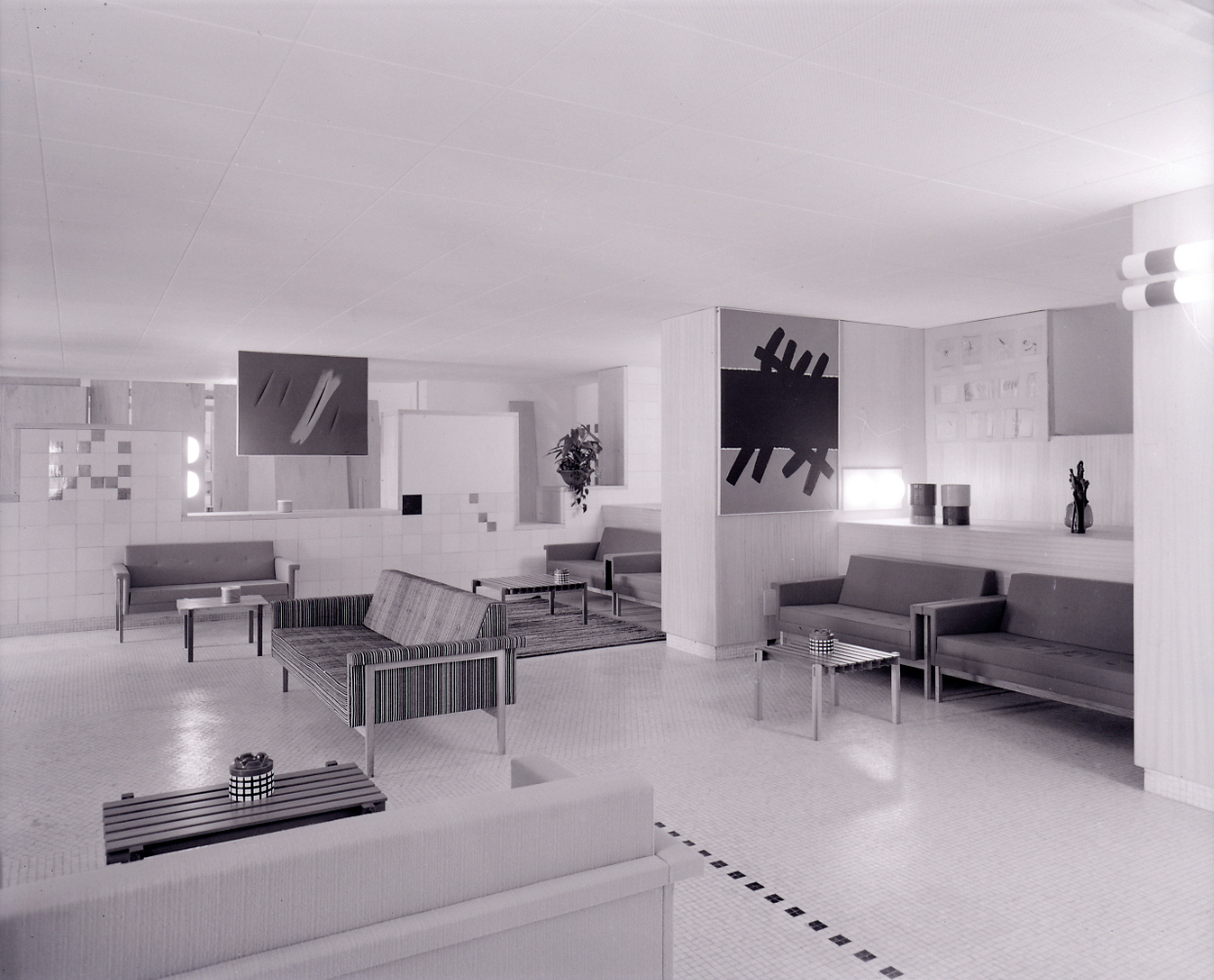
XII Triennale di Milano, arredamento per interni su progetto di Sottsass. Foto di Paolo Monti, 1960.

Artista di molteplici interessi, figlio d'arte, contamina la sua formazione accademica di architetto con esperienze dirette nel campo delle arti visive conoscendo vari artisti e stringendo amicizie come per esempio con Luigi Spazzapan. Si è avvalso, nel corso degli anni della sua importante carriera, della preziosa collaborazione di amici professionisti spesso divenuti, loro stessi, nomi internazionalmente noti nel mondo del design e dell'architettura, come James Irvine. Nel 1985 realizza l'Edificio condominiale di viale Roma a Marina di Massa, progetto che si contraddistingue per la qualità delle soluzioni architettoniche. Nel 1988 nasce Terrazzo, rivista da lui ideata e realizzata insieme con Barbara Radice, Christoph Radl, Anna Wagner e Santi Caleca. Terrazzo si occupa di design e architettura fino al 1996, anno del tredicesimo e ultimo numero.
Gli sono state dedicate numerose mostre personali: si ricordano le grandi mostre, nel 1976, al Cooper Hewitt di New York e all'International Design Zentrum di Berlino, al Centre Georges Pompidou di Parigi nel 1994 e nel 2003, di Design Gallery Milano nel 1988, 1993 e 1995, del Centro per l'arte contemporanea Luigi Pecci di Prato del 1999, del Suntory Museum di Ōsaka del 2000, del Museo d'Arte Decorativa di Colonia nel 2004 e del MART di Rovereto nel 2005 curate da Milco Carboni. Inoltre sue opere sono conservate nelle collezioni di prestigiose istituzioni museali come il Centro Georges Pompidou e il Musée des Arts Décoratifs di Parigi, il Victoria and Albert Museum di Londra, lo Stedelijk Museum di Amsterdam, il Museum of Modern Art e il Metropolitan Museum di New York, il Musée des Arts Décoratifs di Montréal, l'Israel Museum di Gerusalemme e il Museo Nazionale di Stoccolma. Dal 2005 al 2007, anno della sua morte, si dedica all'attività critica.
Nel 2003 collabora con Pedretti Graniti, un'azienda trentina estrattrice unica della Tonalite Dell'Adamello. Con essa disegna una fontana di questo materiale che sarà poi esposta in vari musei in tutto il mondo. Sottsass disse "L'idea di una fontana lunga e stretta si rifà più o meno alle antiche fontane di montagna dove gli animali andavano a bere e che erano lunghi tronchi d'albero scavati. L'idea di non abbandonare questa memoria mi è stata suggerita dal fatto di poter avere a disposizione una bellissima pietra che si chiama Tonalite dell'Adamello, avevo cioè a disposizione una pietra che proviene dalle alte montagne del Trentino. Naturalmente, dato che i tempi delle fontane in legno sono passati, ho pensato che una fontana in Tonalite dell'Adamello potesse anche diventare una specie di piccola scultura e così è venuta fuori una fontana che si vedrà. Molte altre spiegazioni non le posso dare perché anche io non le conosco". – Ettore Sottsass Jr.
Oggi il Centro studi e archivio della comunicazione di Parma conserva un fondo dedicato a Sottsass, composto da 13.858 materiali progettuali (9.918 schizzi e disegni, 3.940 disegni esecutivi, di cui 2917 lucidi e 1023 copie eliografiche), 5 scatole di disegni esecutivi, 24 sculture. Questo fondo è pubblico e liberamente consultabile. Il primo nucleo di opere che costituiscono il fondo Ettore Sottsass Jr è stato donato alle collezioni dello CSAC con atto pubblico nel 1979, una seconda donazione è pervenuta in archivio nel 2005 ed è ancora oggi in fase di definizione.

### Morte
Muore il 31 dicembre 2007 nella sua abitazione milanese per uno scompenso cardiaco, sopraggiunto durante uno stato influenzale, all'età di 90 anni.

## Il Controdesign
(Molto difficile da dire, Adelphi, 2019)
Sottsass è, in Italia, l’artista che prima di tutti riesce ad esprimere, attraverso la sua produzione di oggetti di design, le idee emergenti di Controdesign o Radical Design, ossia critica sociale espressa attraverso oggetti connotati da un forte sperimentalismo di materiali, tecniche e forme, in diretta opposizione allo stile Razionalista e al gusto comune dell’epoca.
Il movimento nasce nella seconda metà degli anni ‘60 e prosegue, nelle sue connotazioni originali, fino ai primi anni ‘70. Successivamente, il movimento si evolve attraverso diverse declinazioni portate avanti da designer ed architetti come quelli del gruppo Memphis.
Le ragioni dietro all’adesione di Sottsass al movimento sono innanzitutto riconducibili alla natura di Sottsass stesso. La sua seconda moglie, Barbara Radice (nata nel 1943, sposata con Sottsass nel 1976), lo descrive come un uomo profondamente insoddisfatto, solitario ed infelice, avverso a qualsiasi forma di istituzione e per cui il denaro non ha nessun valore. La principale componente del suo carattere è indubbiamente quella provocatoria, che lo porta continuamente a fronteggiare problemi che lui stesso ha creato.
Sottsass è fortemente sensibile ai cambiamenti sociali che avvengono in quegli anni in Italia e nel resto del mondo e reagisce ad essi attraverso la realizzazione di disegni e artefatti caratterizzati da forte ironia e critica sociale. In questo periodo Sottsass è ancora sposato con Fernanda Pivano, sua prima moglie.

### L'Influenza dei viaggi
La sua concezione di prodotto è largamente influenzata dai viaggi compiuti negli anni ‘50 e ‘60 ai quali, come in tutti i suoi viaggi, Sottsass non partecipa unicamente come turista ma con l’intenzione di vivere nuovi luoghi e culture e di ricercare una nuova forma di linguaggio.
Uno dei primi viaggi a segnarlo profondamente è il soggiorno a New York del 1956, durato alcuni mesi, durante i quali lavora nell’ufficio di George Nelson, celebre designer ed architetto modernista. A New York ha modo di conoscere la società americana e le sue abitudini consumiste. Del prodotto di massa comprende e apprezza la durezza e semplicità totali, mentre si rifiuta di concepire il disegno come fenomeno solamente pratico finalizzato alla produzione: i suoi artefatti saranno oggetto di evasione, finalizzati ad arginare la solitudine. 
(Design since 1945 del 1983 al Philadelphia Museum of Art))
Il secondo viaggio cruciale nella sua formazione è quello del 1961 in India, intrapreso con Fernanda Pivano. In questo viaggio Sottsass scopre come la cultura indiana sia fortemente basata sulle sensazioni, sui colori, sulla fisicità e carnalità dei corpi; l’India comunica con un linguaggio che va oltre il parlato. Questa esperienza influenzerà radicalmente le sue produzioni successive, nelle quali prendono forma un’ideologia ben definita e una concezione di oggetto come esercizio di architettura e linguaggio, che si allontana dalle tendenze estetiche del tempo, scuotendone le fondamenta e mettendole in discussione. Fondamentale è il valore attribuito al mobile, non più come mero e freddo oggetto visto in senso astratto, ma come elemento carico di emotività, capace non solo di soddisfare un’esigenza ma anche di trasmettere sensazioni.
(Ettore Sottsass, Hello Design, Claudio Vagnoni, Gangemi Editore, 2012)

## Opere

### Design industriale

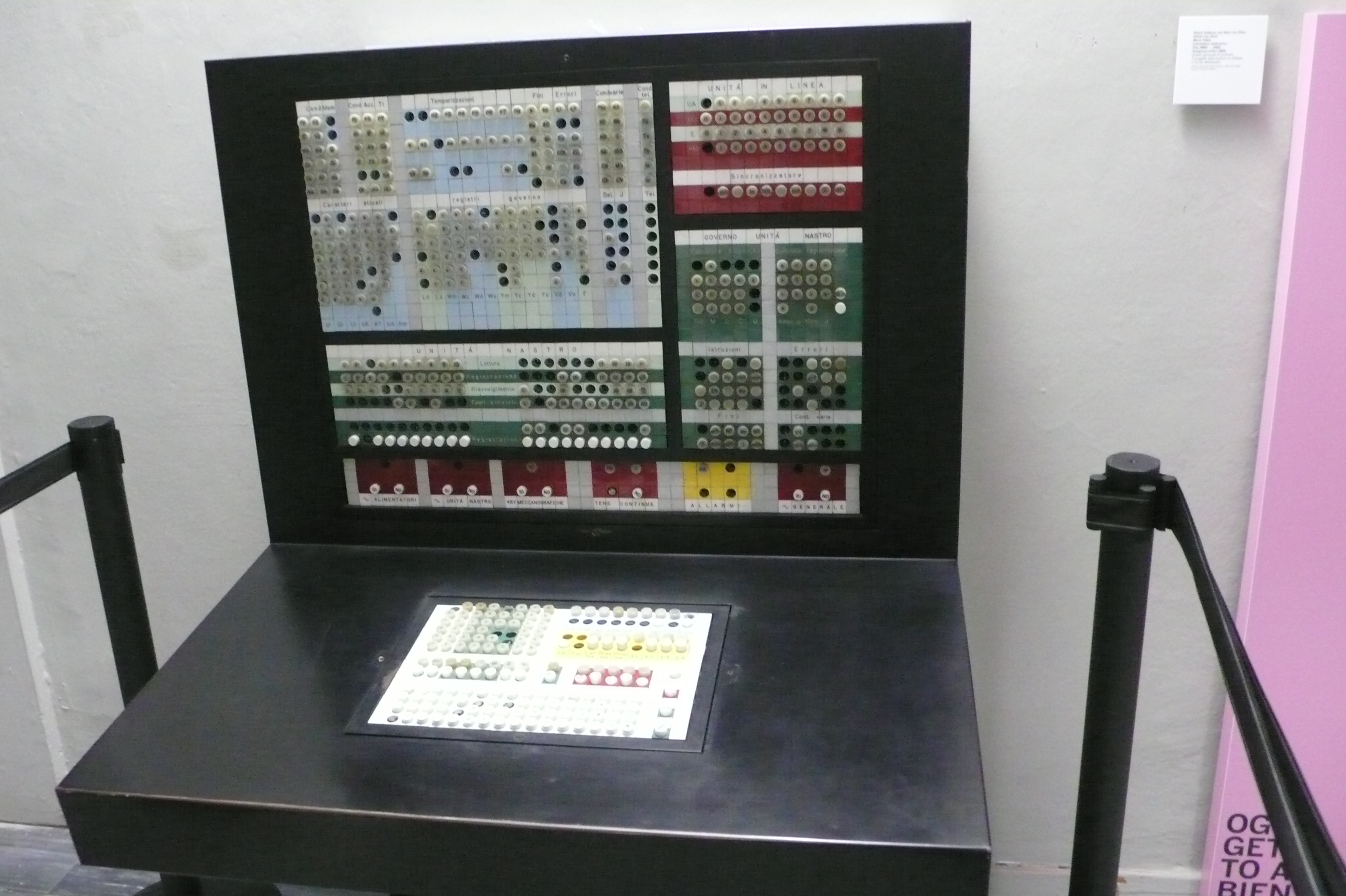
La consolle di comando dell'Olivetti Elea 9003, secondo il progetto di Ettore Sottsass, premiato con il Compasso d'Oro nel 1959.

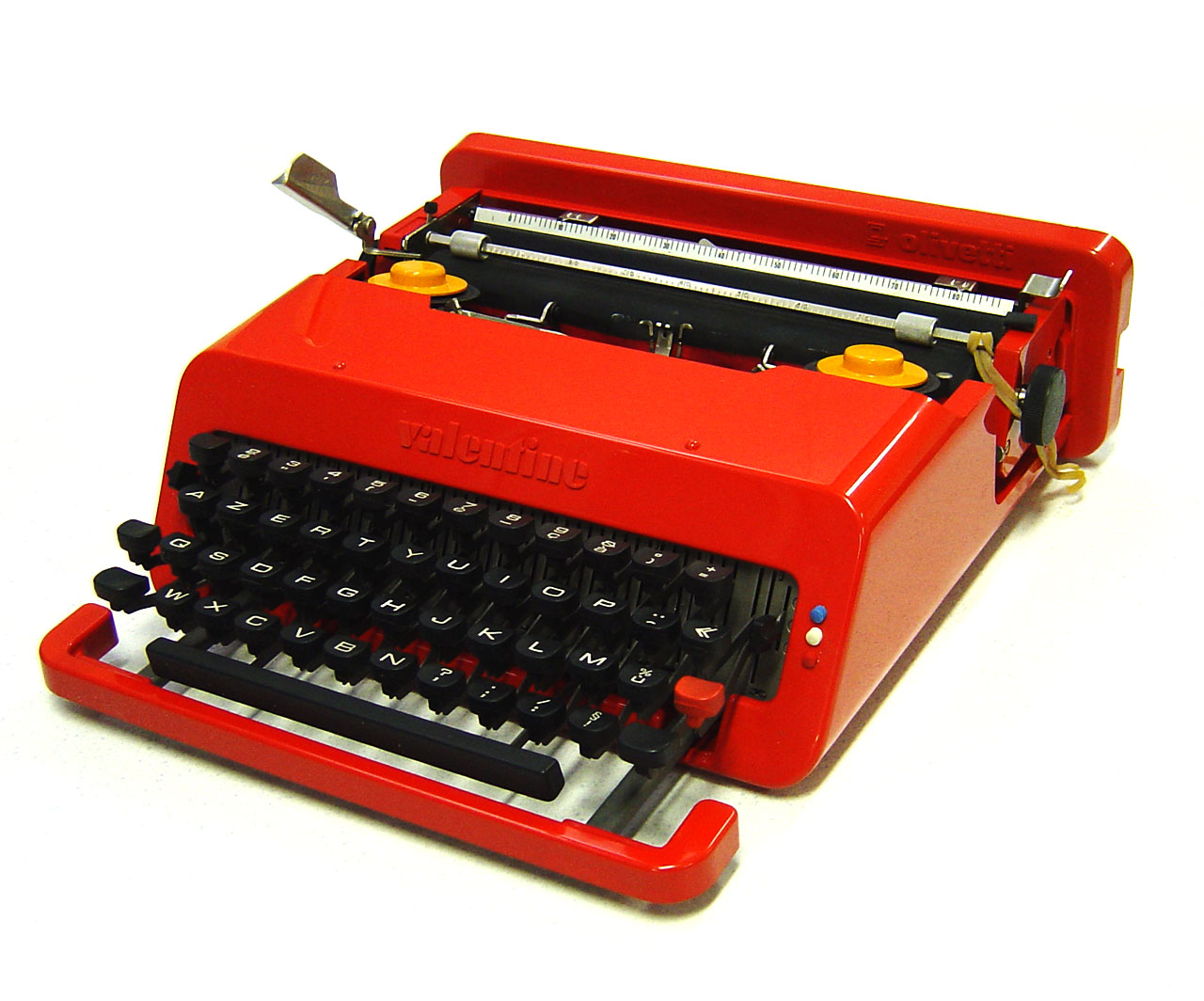
Macchina da scrivere Valentine (1969) per Olivetti.

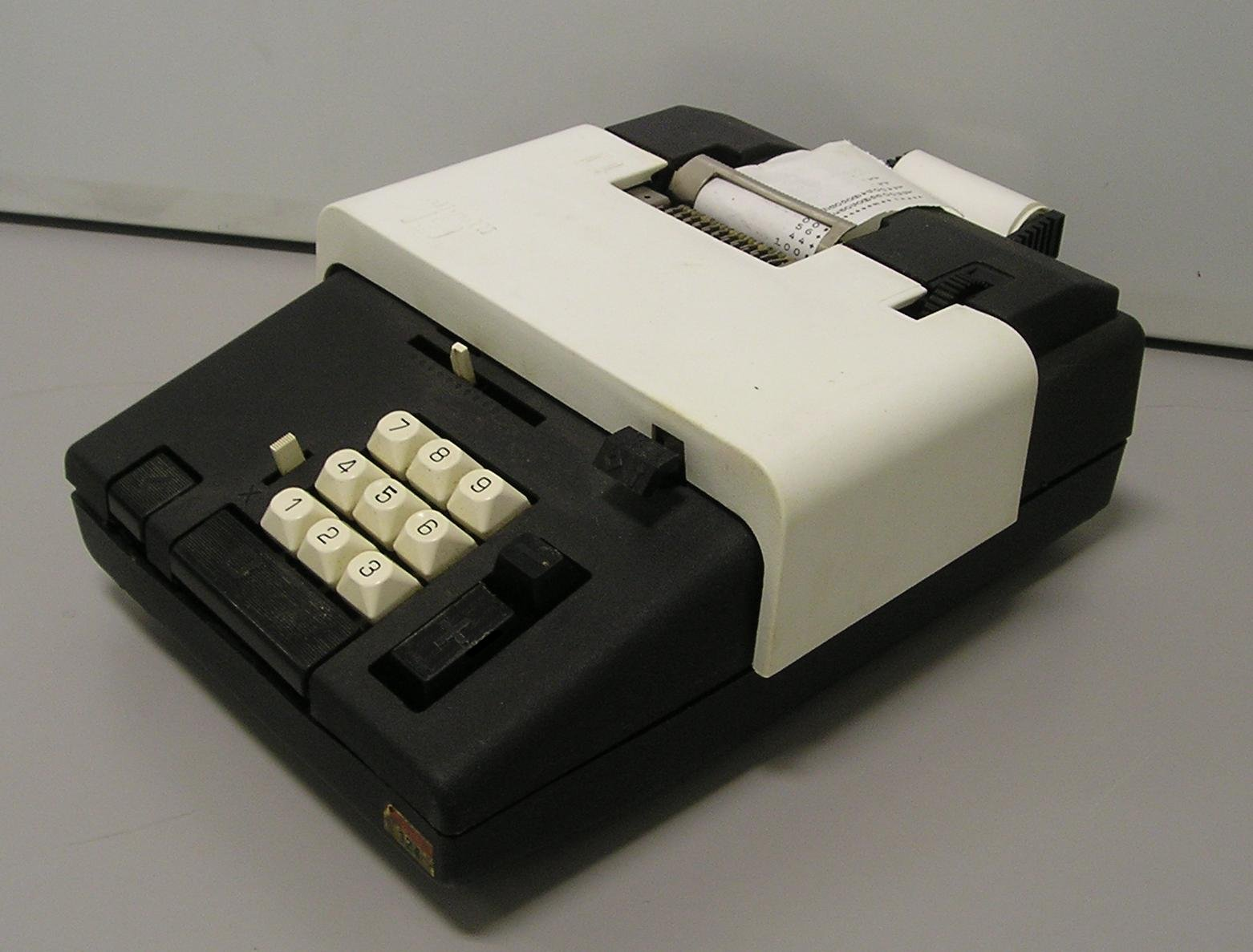
Addizionatrice Summa-19 (1970) per Olivetti.

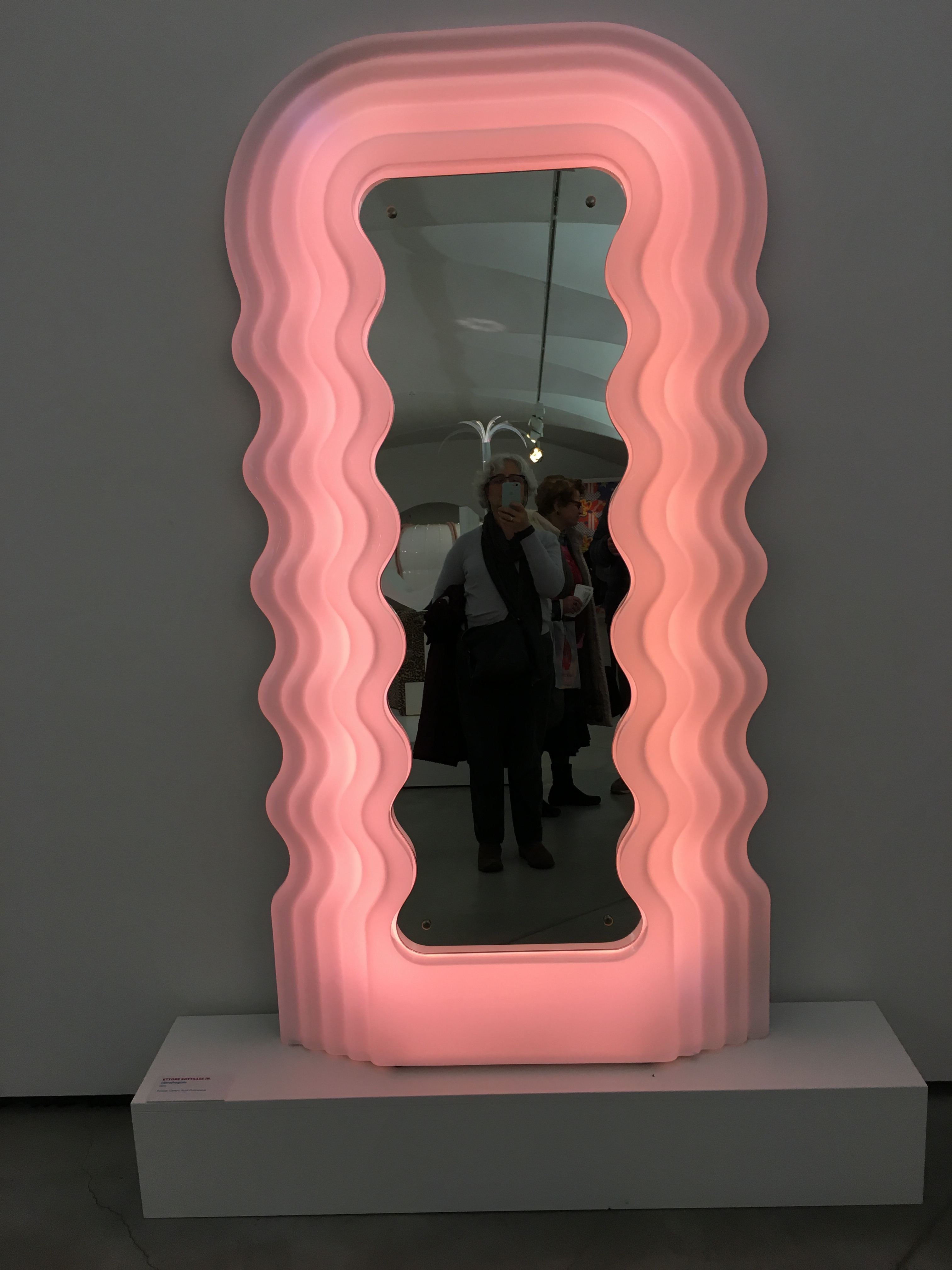
Specchio Ultrafragola per Poltronova, 1970

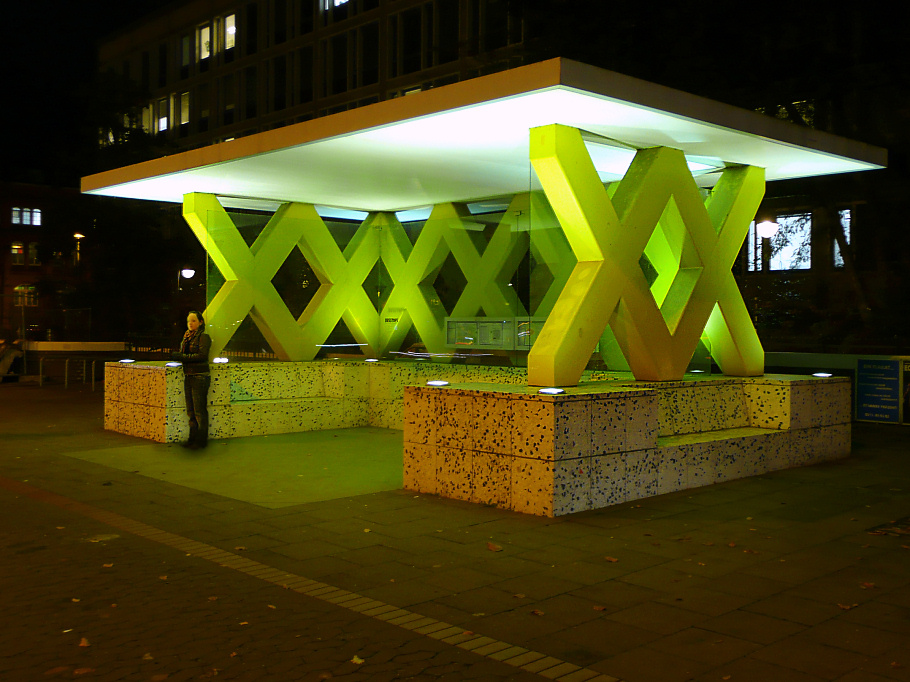
Fermata autobus in Königsworther Platz a Hannover.

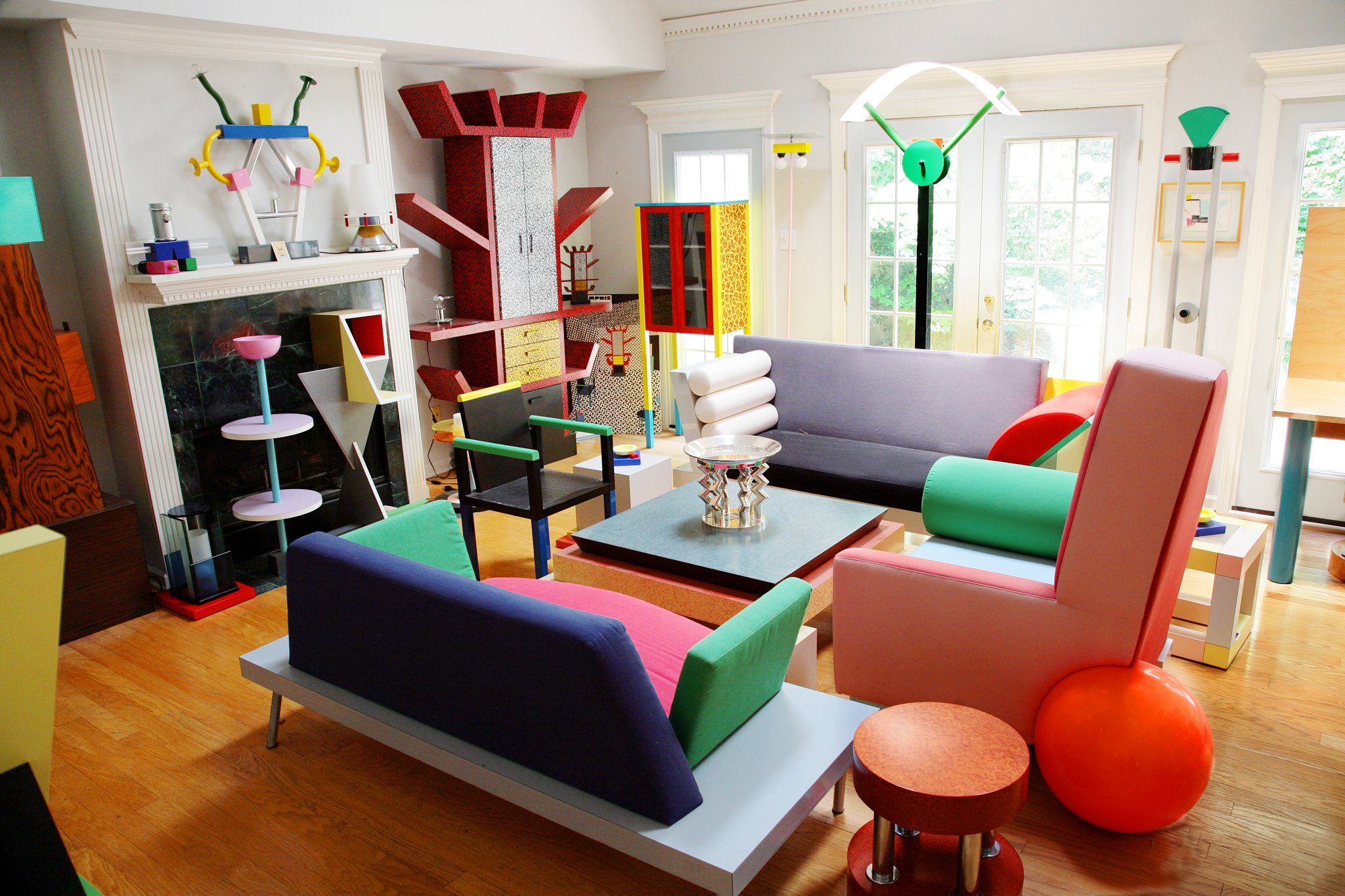
Collezione (anni ottanta).

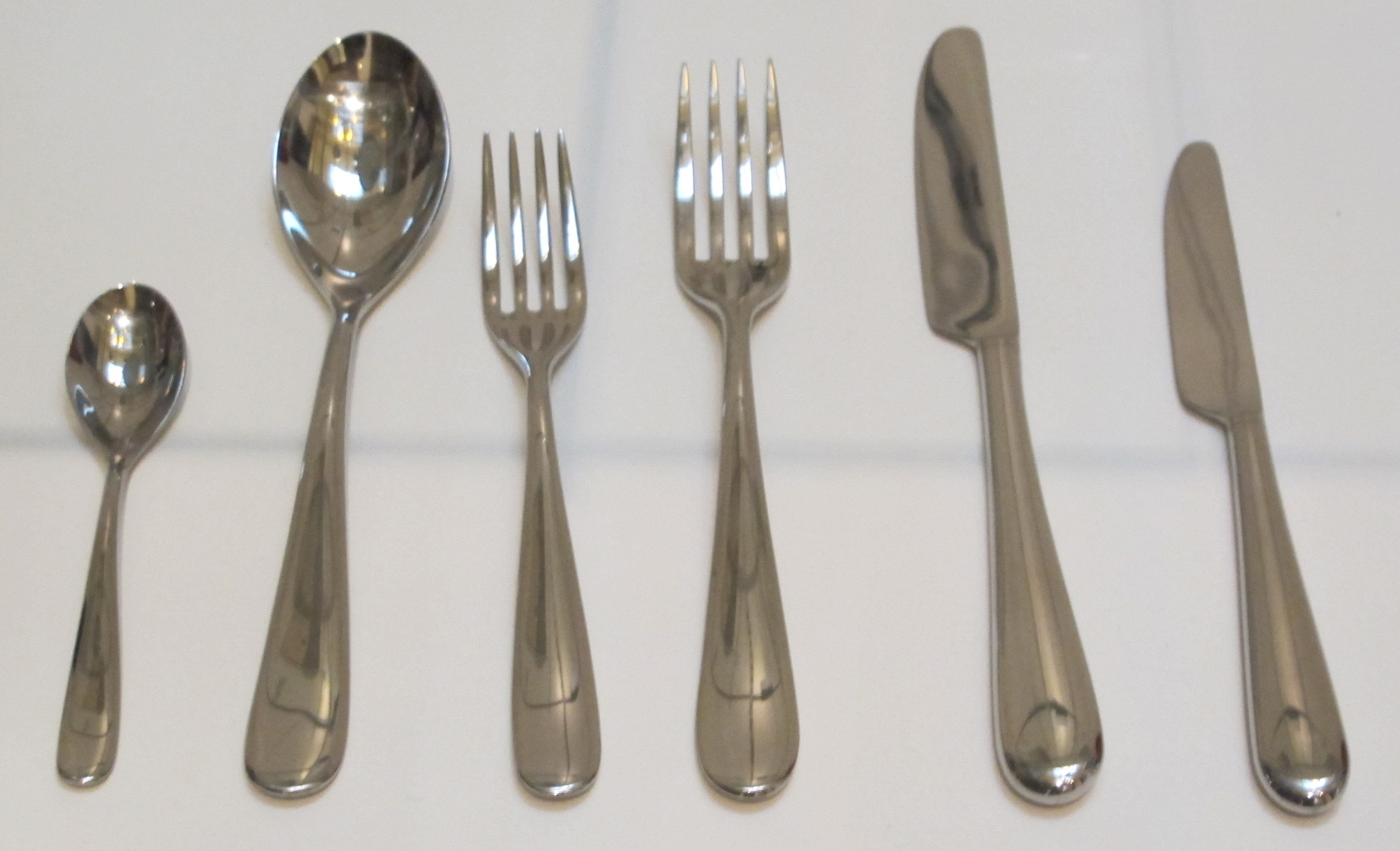
Posate Nuovo Milano (1987).

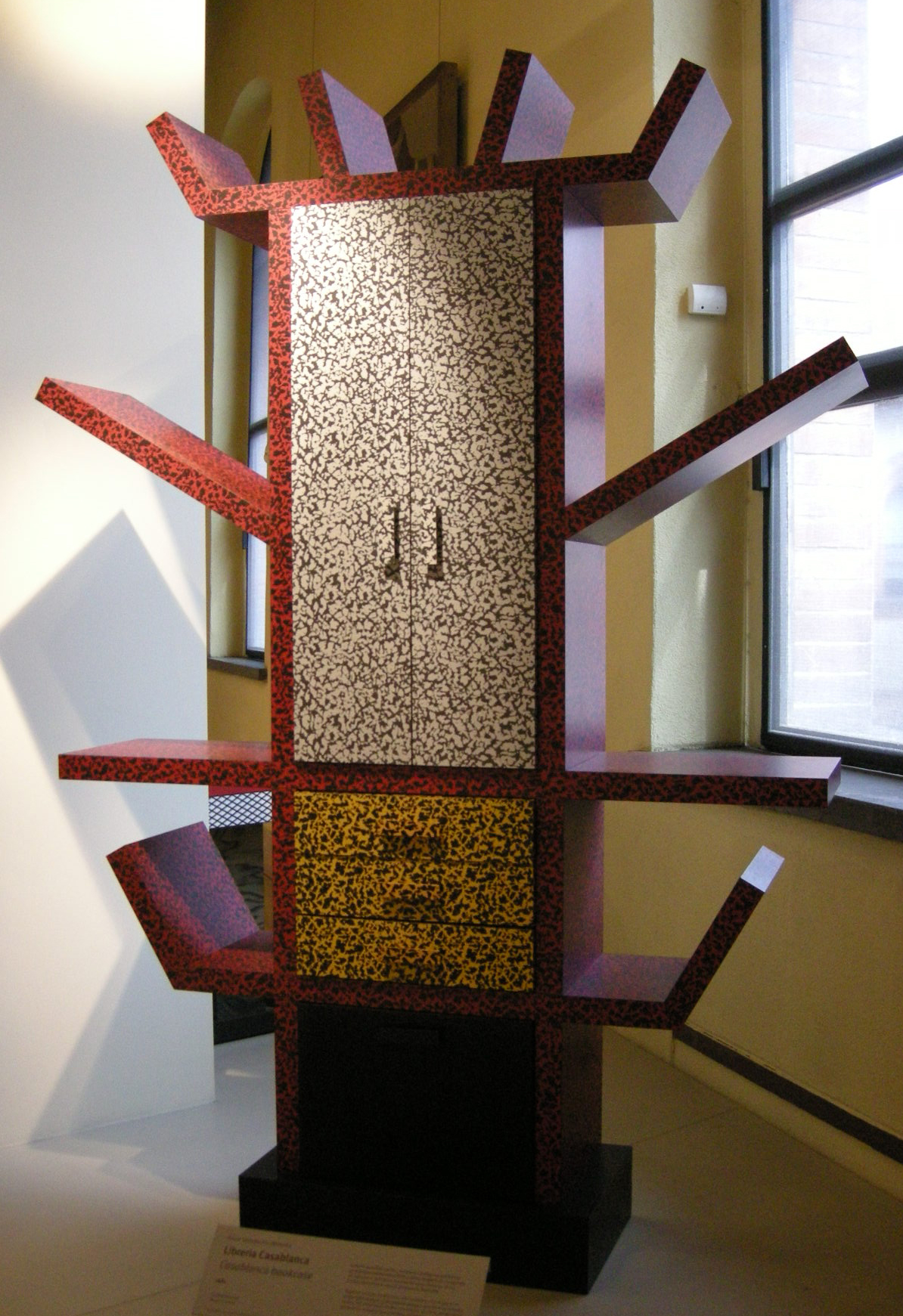
Libreria Casablanca (1981).

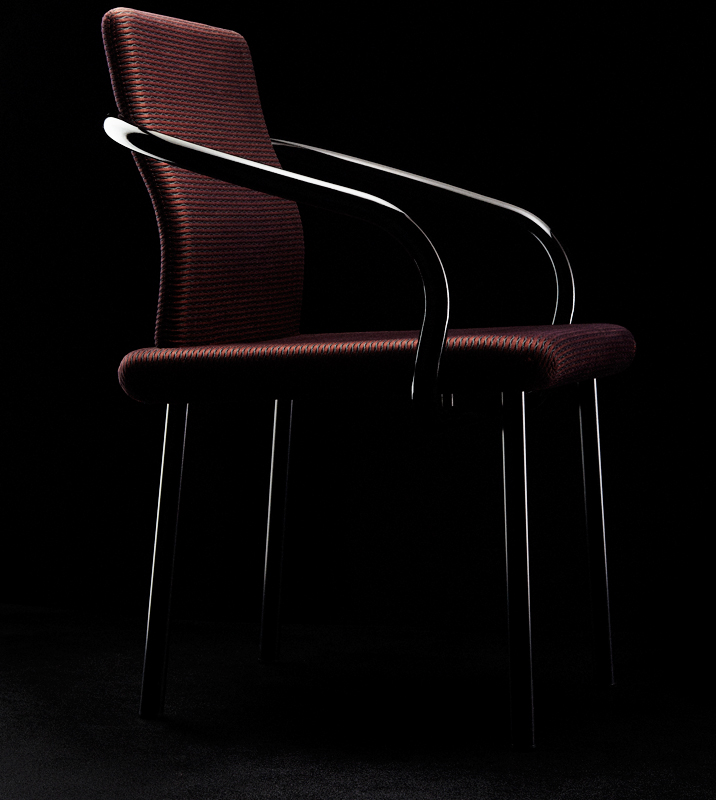
Sedia Knoll Mandarin (anni ottanta).

- Calcolatore elettronico Elea 9003 per Olivetti (1957) (premio Compasso d'oro 1959)
- Macchina per scrivere Tekne 3 per Olivetti (1964)
- Macchina per scrivere Praxis 48 per Olivetti (1964)
- Macchina per scrivere Dora per Olivetti (1965)
- Armadi Superbox per Poltronova (1966)
- Macchina da scrivere semi standard Olivetti Studio 45 (1967)
- Macchina da scrivere portatile Valentine per Olivetti (1969)
- Addizionatrice Summa 19 per Olivetti (1970) (premio Compasso d'oro 1970)
- Specchio Ultrafragola per Poltronova (1970)
- Macchina per scrivere Lettera 36 (1970) per Olivetti
- Mobili Grigi per Poltronova (1970)
- Oliera 5070 per Alessi (1972)
- Contabile A 5 per Olivetti (1974)
- Olivetti Lexikon 90 (1975)
- Valigia, lampada per Stilnovo (1977)
- Televisore Memphis per Brionvega (1980)
- Elemento angolare Cantone per Zanotta (1981)
- Libreria da parete Suvretta per Memphis (1981)
- Lampada da tavolo Ashoka per Memphis (1981)
- Mobile da soggiorno Casablanca per Memphis (1981)
- Mobile divisorio Carlton per Memphis (1981)
- Lampada da tavolo Tahiti per Memphis (1981)
- Mobile da soggiorno Beverly per Memphis (1981)
- Tavolo Mandarin per Memphis (1981)
- Libreria Casablanca per Memphis (1981)
- Vaso in vetro Mizar per Memphis (1982)
- Vaso da fiori Altair per Memphis (1982)
- Mobile da soggiorno Malabar per Memphis (1982)
- Coppa in vetro Deneb per Memphis (1982)
- Portafrutta in argento Murmansk per Memphis (1982)
- Vaso da fiori Sirio per Memphis (1982)
- Portafrutta in vetro soffiato Sol per Memphis (1982)
- Tavolo Palm Spring per Memphis (1982)
- Tavolo da salotto Park Lane per Memphis (1983)
- Vaso in porcellana Tigris per Memphis (1983)
- Lampada da tavolo Bay per Memphis (1983)
- Tavolo City per Memphis (1983)
- Vaso in vetro soffiato Alioth per Memphis (1983)
- Portafrutta in vetro soffiato Aldebaran per Memphis (1983)
- Vaso in porcellana Euphrates per Memphis (1983)
- Vaso in porcellana Nilo per Memphis (1983)
- Vaso in vetro soffiato Alcor per Memphis (1983)
- Central Park Square Table 3471 per Knoll (1983)
- Personal computer M 24 per Olivetti (1984)
- Tavolino Cream per Memphis (1984)
- Specchio con laminato plastico Diva per Memphis (1984)
- Tavolo basso Holebid per Memphis (1984)
- Tavolino Hyatt per Memphis (1984)
- Tavolino Mimosa per Memphis (1984)
- Tavolino Ivory per Memphis (1985)
- Credenza in legno Freemont per Memphis (1985)
- Consolle Tartar per Memphis (1985)
- Piatto in ceramica Rucola per Memphis (1985)
- Telefono "Enorme" per Brondi (1986)
- Bridge Chair with Arms with Arms per Knoll (1986)
- Vaso a stelo Pasifila per Memphis (1986)
- Vaso Agelada per Memphis (1986)
- Vaso a stelo Amaltea per Memphis (1986)
- Vaso a stelo Ananke per Memphis (1986)
- Vaso a stelo Astidamia per Memphis (1986)
- Vaso a stelo Astimelusa per Memphis (1986)
- Vaso a stelo Atamante per Memphis (1986)
- Vaso Clesiteria per Memphis (1986)
- Vaso a stelo Erinna per Memphis (1986)
- Carrello Manhattan per Memphis (1986)
- Vaso a stelo Neobule per Memphis (1986)
- Posate Nuovo Milano (1987)
- Mobile in legno Max per Memphis (1987)
- Sedia "Miss, don't you like caviar" (1987)Miss don't you like caviar, 1987 Courtesy Museo Nazionale d'Arte Moderna-Centro Pompidou.

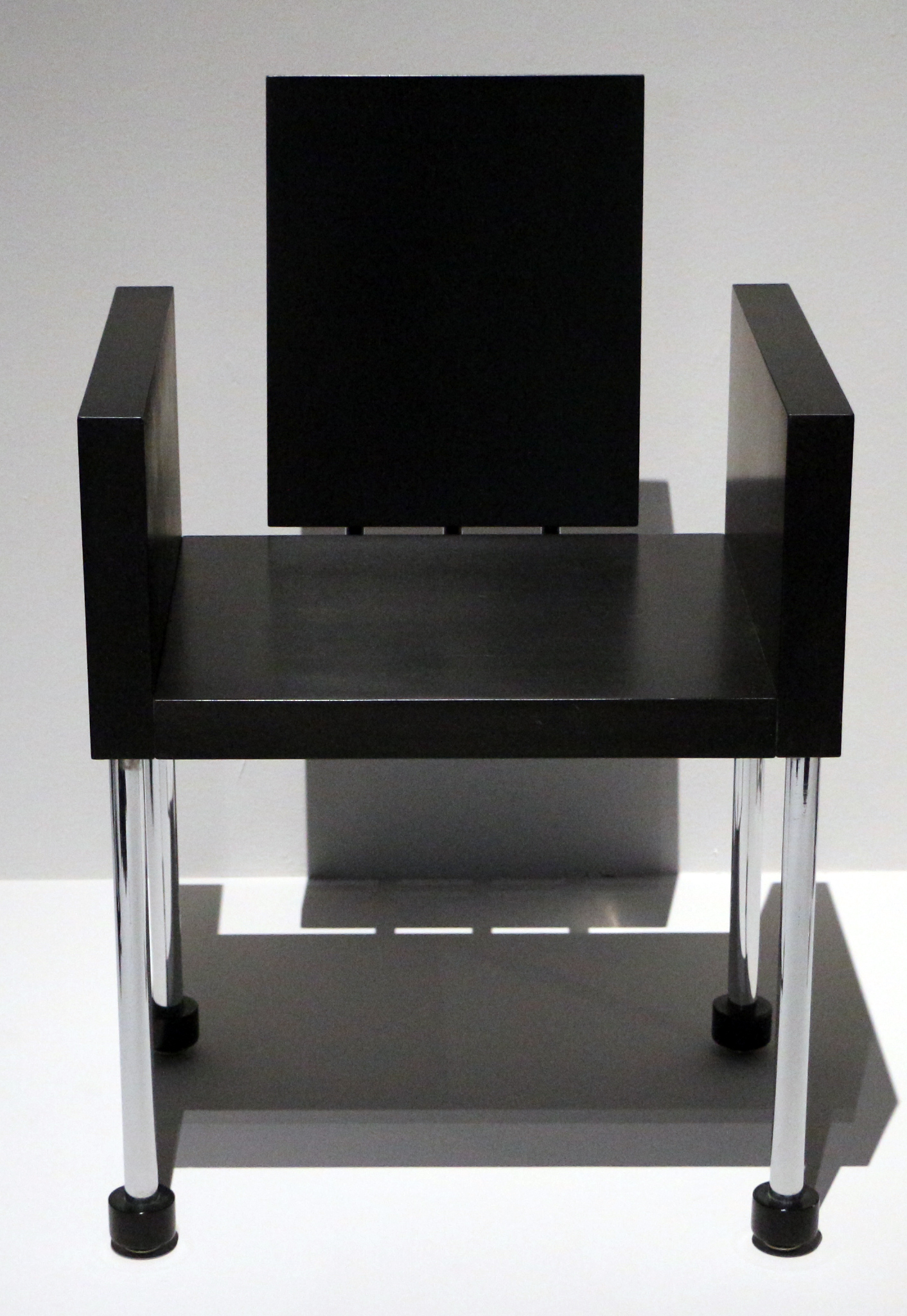
Miss don't you like caviar, 1987 Courtesy Museo Nazionale d'Arte Moderna-Centro Pompidou.

- Galleria Apollodoro, orologio in mostra, settimo evento L'ora degli Architetti, con Michael Graves, Hans Hollein, Arata Isozaki, Paolo Portoghesi, dipinti di Paolo Salvati, Roma (1987)
- Collezione "Bharata" per Design Gallery Milano (1988)
- Fermata autobus in Königsworther Platz ad Hannover, Germania
- Mobile bar Nairobi per Zanotta (1989)
- Cassettiera Mombasa per Zanotta (1989)
- Collezione (anni ottanta)
- Sedia Knoll Mandarin (anni ottanta)
- Tavolino di servizio Lipari per Zanotta (1992)
- Collezione "Ruins" per Design Gallery Milano (1992)
- Collezione "Twenty-seven Woods for a Chinese Artificial Flower" per Design Gallery Milano (1995)
- Specchio sospeso e tappeto in lana A Shiro per Memphis (1998) (serie PostDesign: Lo specchio di Saffo)
- Specchio Enterprise per Memphis (1998) (serie PostDesign: Lo specchio di Saffo)
- Specchio La grande triade per Memphis (1998) (serie PostDesign: Lo specchio di Saffo)
- Specchio e metallo laccato Più o meno Iside per Memphis (1998) (serie PostDesign: Lo specchio di Saffo)
- Specchio e metallo laccato Specchio grande per Memphis (1998) (serie PostDesign: Lo specchio di Saffo)
- Specchio con perspex Ambuja per Memphis (1998) (serie PostDesign: Lo specchio di Saffo)
- Piatto per doccia Megaplan per Kaldewei (1998)
- Vasca da bagno Centro Duo Ovale per Kaldewei (1998)
- Macchina per caffè Serie 105 per La San Marco (1999)
- Lampada lunga Gala (2000) per Memphis (serie PostDesign: Mobili Lunghi)
- Lampada piccola quadrata Jagati per Memphis (2000) (serie PostDesign: Mobili Lunghi)
- Libreria in due pezzi Kantha per Memphis (2000) (serie PostDesign: Mobili Lunghi)
- Mobile CD Kapota per Memphis (2000) (serie PostDesign: Mobili Lunghi)
- Specchio quadrato Mahapatti per Memphis (2000) (serie PostDesign: Mobili Lunghi)
- Vetrinetta in cristallo Padma per Memphis (2000) (serie PostDesign: Mobili Lunghi)
- Lampada piccola lunga Pattica per Memphis (2000) (serie PostDesign: Mobili Lunghi)
- Lampada in filo di ferro Upana per Memphis (2000) (serie PostDesign: Mobili Lunghi)
- Scatole segrete in serie limitata per Numa (2003)

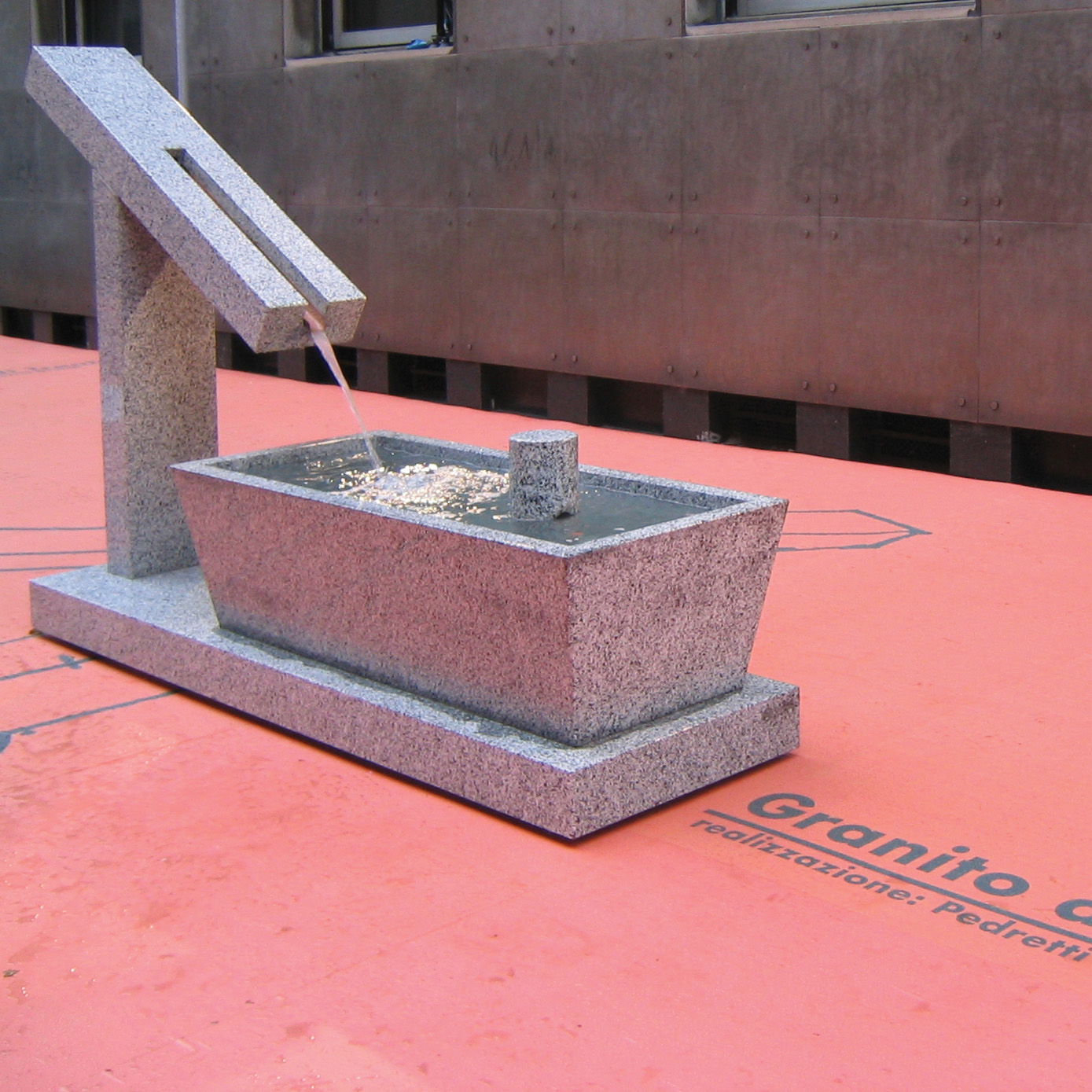
Fontana in Tonalite dell'Adamello

- Fontana in Tonalite dell'Adamello, pezzo unico (2003)
- Tavole di peltro e vetro soffiato in serie limitata per Numa (2004)
- Progetto La cucina sapiente e la tavola contenta per Serafino Zani (2004)
- Posate Cinque Stelle per Serafino Zani (2004)
- Lampada Abat-Jour per B&B Italia (2005)
- Linea di pentole in acciaio Grand Hotel Cuisine per Serafino Zani (2005)
- Collezione Offerta per Serafino Zani (2006)
- Vasca da bagno Mega Duo Ovale per Kaldewei (2006)
- Linea di pentole antiaderenti Bon Appetit per Serafino Zani (2007)

Per le Vetrerie Venini:
- Scultura di luce Colonna di luce
- Scultura di luce Pavillon
- Plafoniera Firenze
- Vetro soffiato e lavorato a mano Medusa (edizione limitata)
- Vetro soffiato e lavorato a mano Goburam rosso (edizione limitata)
- Composizione con base in marmo-portoro e vetro soffiato e lavorato a mano con particolari decori in vetro lattimo Marito e moglie(edizione limitata)
- Vetro soffiato e lavorato a mano Yemen
- Composizione coppa e base in vetro opalino soffiato e lavorato a mano Puzzle

### Architetture
- Negozio Fiorucci (1980)

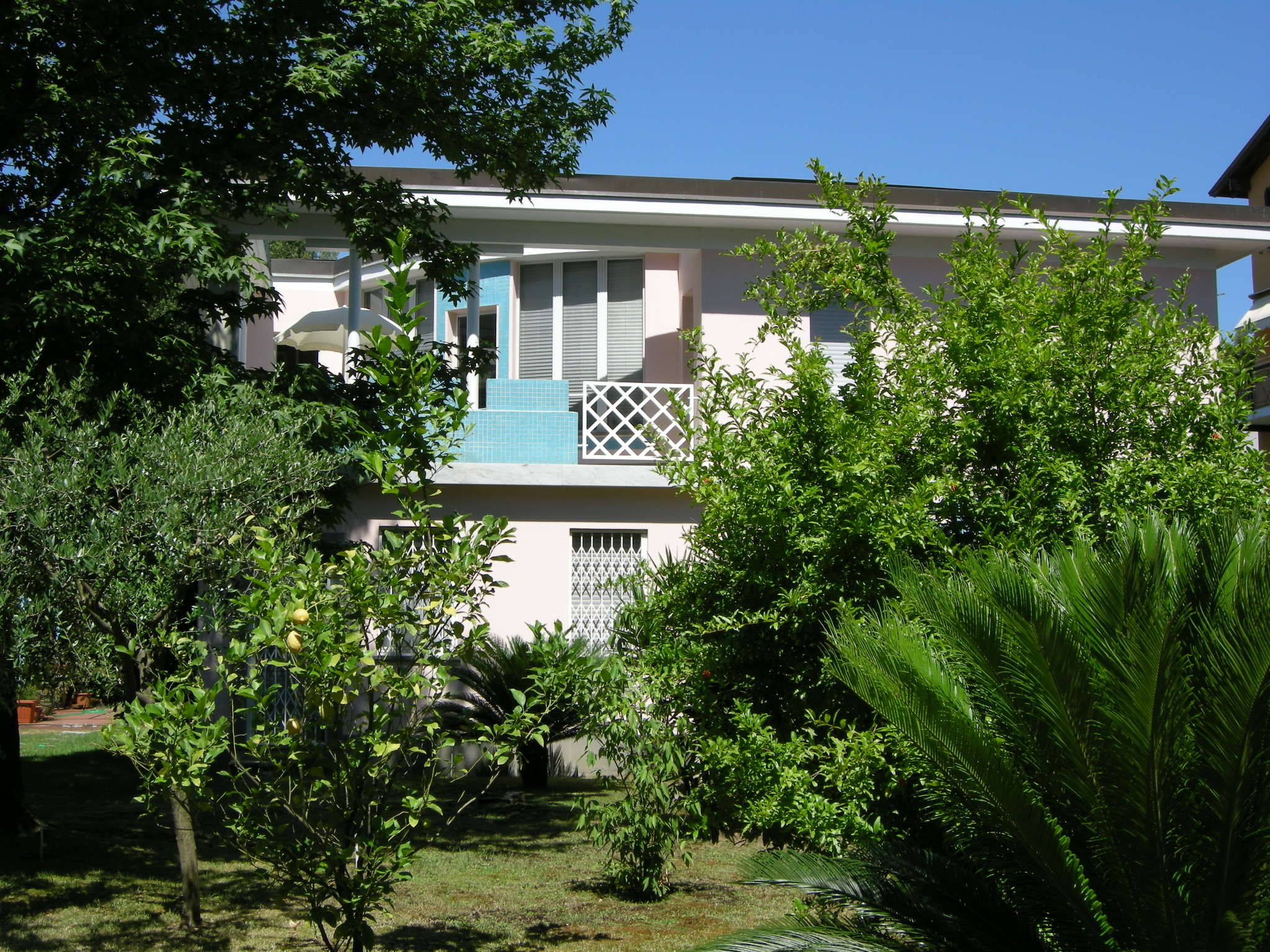
Edificio condominiale di viale Roma a Marina di Massa.

- Edificio condominiale di viale Roma a Marina di Massa (1985)
- Showroom Esprit a Düsseldorf (1985)
- Showroom Esprit a Zurigo (1985)
- Showroom Esprit ad Amburgo (1985)
- Casa Wolf, Ridgway, Colorado (1985)
- Showroom Alessi a Milano (1987)
- Immagine Erg Petroli (1988)
- Bar Zibibbo a Fukuoka (1989)
- Casa Olabuenaga a Maui (1989)
- Casa Cei a Empoli (1991)
- Casa Bischofberger a Zurigo (1991)
- Casa Yuko a Tokyo (1992)
- Galleria del Museo dell'Arredo Contemporaneo a Ravenna (1992)
- Casa Ghella a Roma (1993)
- Casa Green a Londra (1993)
- Uffici per la Cementeria di Merone (1993)
- Motoryacht Amazon Express (1994)
- Golf club and Resort, Zhaoqing (1994)
- Interni dell'Aeroporto di Milano-Malpensa (1994)
- Costruzioni prefabbricate in acciaio (1994)
- Casa Nanon a Lanaken (1995)
- Casa Van Impe a Sint-Lievens-Houtem (1996)
- Piano urbanistico per Incheon, Corea del Sud (1997)
- Etnoteam, oggi NTT Data, a Milano (1999)
- Villaggio a Singapore (2000)
- Isola di sosta a Roppongi Tokyo (2004)
- Centro ricreativo a Nanchino (2004)
- Chiostro della pace presso Università degli Studi di Salerno (2005)

### Scritti
- Erotik design, 5 voll., Viterbo, Stampa alternativa, 1996. ISBN 88-7226-323-9.
- Architetture indiane e dintorni, Napoli-Milano, Archivio Fotografico Parisio-Galleria Antonia Jannone, 1998.
- Lo specchio di Saffo, Milano, Postdesign, 1998.
- Epifanie Brevi, Como, Lythos, 1998.
- Trattato di architettura, Como, Lythos, 1999.
- Mobili Lunghi, Milano, Postdesign, 2000.
- Foto dal finestrino, Milano, Adelphi, 2009. ISBN 978-88-459-2429-3.
- Scritto di notte, Milano, Adelphi, 2010. ISBN 978-88-459-2504-7.
- Sono vagabondi, Milano, Adelphi, 2016.
- Per qualcuno può essere lo spazio, Milano, Adelphi, 2017. ISBN 978-88-459-3198-7.
- Molto difficile da dire, Milano, Adelphi, 2019. ISBN 978-88-459-3341-7.
- Di chi sono le case vuote?, Milano, Adelphi, 2021. ISBN 978-88-459-3585-5.

## Premi e riconoscimenti
- Premio Compasso d'oro 1959 per il calcolatore elettronico Elea per Olivetti
- Premio Compasso d'oro 1970 per l'elaboratore elettronico G 170 per Honeywell con D.L. Higgins e J. L. Monk
- Premio Compasso d'oro 1970 per l'addizionatrice elettrica MC 19 con Hans Von Klier per Olivetti
- Laurea honoris causa al Royal College of Art di Londra nel 1976
- Premio Compasso d'oro 1989 per il servizio di posate Nuovo Milano per Alessi
- Officier nell'Ordine delle Arti e delle Lettere della Repubblica Francese nel 1992
- Laurea honoris causa presso la Rhode Island School of Design negli Stati Uniti nel 1993
- Premio IF Arwad Design Köpfe da l'Industrie Forum Design di Hannover nel 1994
- Honorary Doctor del Royal College of Art di Londra nel 1996
- Design Award del Brooklyn Museum di New York nel 1996
- Oribe Award della città giapponese di Gifu nel 1997
- Onorificenza della Glasgow School of Art nel 1999
- Onorificenza del London Institute of Art nel 2001
- Onorificenza per il design industriale del Politecnico di Milano nel 2001
- Premio Red Dot Design Award 2007 per il servizio di posate "Cinque Stelle" e la padella antiaderente "Bon Appetit" per Serafino Zani
- Il telefono Enorme, disegnato da Ettore Sottsass per Brondi (1986) fa parte della collezione permanente del MOMA di New York.